# 17 cm mittlerer Minenwerfer
17 cm mittlerer Minenwerfer, сокращённо 17 cm mMW (нем. 17-сантиметровый средний миномёт) — немецкая нарезная дульнозарядная мортира-миномёт времён Первой мировой войны.

## Описание
Разработка миномёта началась после русско-японской войны: миномёт оказался эффективным для разрушения укреплений противника по сравнению со стандартной артиллерией. Для стрельбы использовались 50-килограммовые снаряды, отличавшиеся большим запасом взрывчатки и большей ударной волной по сравнению со стандартными артиллерийскими снарядами. Низкая начальная скорость полёта позволяла делать тонкие стенки для снарядов (мин), оставляя больше места для взрывчатки, причём более взрывоопасной и менее дефицитной, чем тротил (использовалось смесевое взрывчатое вещество, состоящее из аммиачной селитры и углеводородного горючего). Это приводило зачастую к разрывам снарядов внутри стволов и несчастным случаях во время испытаний и боевых действий. В годы войны производилась новая версия миномёта с более длинным стволом. Для стрельбы с лафета миномёта снимали колёса, а само орудие устанавливали в как минимум полутораметровую яму, которая защищала прислугу в случае разрыва снаряда в стволе.